# Hanna Havrylets
Hanna Oleksiïvna Havrylets (en ukrainien : Ганна Олексіївна Гаврилець) est une compositrice ukrainienne née à Vydyniv (Oblast d'Ivano-Frankivsk) le 11 avril 1958 et morte le 27 février 2022.

## Biographie
Hanna Oleksiïvna Havrylets naît en 1958 à Vydyniv dans l'Oblast d'Ivano-Frankivsk. Elle étudie avec Volodymyr Flys au Conservatoire de Lviv d'où elle sort diplômée en 1982. Elle poursuit ses études de troisième cycle à l'Académie de musique de Kiev avec Myroslav Skoryk.
Elle est critique musicale puis enseigne à l'Académie de musique de Kiev à partir de 1992,. Elle reçoit le prix national Taras-Chevtchenko en 1999 et est distinguée comme artiste émérite d'Ukraine en 2005,.
Hanna Havrylets meurt le 27 février 2022, à l'âge de 63 ans.

## Style
Son œuvre, essentiellement chambriste, est empreinte de spontanéité et de lyrisme sincère. Stylistiquement traditionnelle sans être passéiste, elle puise son inspiration dans le folklore ukrainien affirmant que « les racines nationales sont le seul stimulant de notre fantasme créatif ».

## Œuvres choisies
- Chœur pour orchestre à cordes (2005)
- Stabat mater pour chœur mixte et orchestre (2002)
- A-Corde, Sinfonietta pour alto et orchestre à cordes (2002)
- Pohlyad v dytynstvo (Un aperçu de l'enfance), Cantate de chambre (1990)
- Concerto pour piano (1982)
- Poème symphonique (1983)
- Concerto pour alto (1984)
- Symphonie No. 1 (1989)
- Symphonie de chambre No. 2 "In memoriam" (1995)
- Ėlegiya pour quatuor à cordes (1981)
- Quintette à vents No. 1 (1984)
- Sonate pour alto et piano (1988)
- Quintette à vents No. 2 (1990)
- Quatuor de saxophones (1992)
- Rapsodiya-dialog pour flûte et piano (1993)
- Ekslibrysy pour violon (1994)
- In B pour saxophone (1995)
- Autumn Music pour saxophone et piano (1996)
- Quatuor à cordes (1996)